# Itinéraires (film)
Pour les articles homonymes, voir Itinéraires.
Pour plus de détails, voir Fiche technique et Distribution.
Itinéraires est un film français de Christophe Otzenberger tourné en 2004 et sorti en 2006.

## Synopsis
Cette fois, Thierry Chartier n'y est pour rien, mais pour le lieutenant Amado, aucun doute n'est possible : Thierry est récidiviste, c'est lui le meurtrier. Alors, une seule solution : la cavale.

## Fiche technique
Sauf indication contraire, les informations mentionnées dans cette section peuvent être confirmées par les bases de données cinématographiques IMDb et Allociné,  présentes dans la section « Liens externes ».
- Titre : Itinéraires
- Réalisation : Christophe Otzenberger
- Scénario : Christophe Otzenberger, Roger Bohbot, Vincent Hirsch
- Musique : Franck II Louise
- Photographie : Nicolas Guicheteau
- Costumes : Monique Proville
- Production : Patrick Sobelman
- Société de production : Ex nihilo
- Pays de production :  France
- Genre : drame

## Distribution
Sauf indication contraire, les informations mentionnées dans cette section peuvent être confirmées par les bases de données cinématographiques IMDb et Allociné,  présentes dans la section « Liens externes ».
- Yann Trégouët : Thierry Chartier
- Céline Cuignet : Sandrine Chougny
- Jacques Bonnaffé : Le commandant Amado
- Patrick Descamps : Gérard Fontaine
- Jacques Spiesser : Guy Chartrier
- Hélène Vincent : Denise Chartier
- Lionel Abelanski : Maître Campion
- Myriam Boyer : Madame Chougny
- Gérald Thomassin : Rouillé
- Jenny Clève : la grand-mère
- Thomas Baelde : Jean-Michel
- Jean-Édouard Bodziak : Patrick
- Patrick Sobelman : l'homme anglais